# Rahan
Pour les articles homonymes, voir Rahan (homonymie).
Rahan, fils des âges farouches est une série de bande dessinée française scénarisée par Roger Lécureux et illustrée par André Chéret. La série apparaît le 24 février 1969 dans le premier numéro du journal Pif Gadget.,
À la mort de Roger Lécureux en 1999, le scénario est repris par son fils Jean-François Lécureux, jusqu'en 2010.
Le récit met en scène un tarzanide blond et se déroule à l'époque d'une Préhistoire fictive, que cette bande dessinée ne prétend pas décrire de manière scientifique. La série a été adaptée deux fois en série d'animation.

## Création du personnage
Les premières esquisses du personnage proposées par le dessinateur André Chéret représentent des individus à l’allure simiesque, mais ceux-ci ne correspondent pas à la vision du scénariste Roger Lécureux, qui retient le dessin d’un Gaulois blond et costaud,.
Dans un entretien, André Chéret indiqua : « Je n’ai eu qu’à déshabiller mon Gaulois. Je lui ai juste laissé un pagne, j’ai remplacé sa chaîne par un collier de griffes, je l’ai armé d’un couteau. Rahan était né ! ».

## Synopsis
Les aventures de Rahan se déroulent dans une version imaginaire de la Préhistoire où les Hommes, « Ceux qui marchent debout », côtoient les dinosaures et survivent en affrontant les bêtes sauvages.
À la mort de ses parents, tués par des goraks (des tigres à dents de sabre), le jeune Rahan est adopté par le clan du Mont Bleu, au pied d'un volcan endormi. Son père adoptif, Craô le sage, lui enseigne la générosité, le courage, la ténacité, la loyauté et la sagesse.
Un jour, le Mont Bleu entre en éruption. Juste avant de mourir, Craô le sage transmet à Rahan son collier de cinq griffes, celles-ci symbolisant chacune des qualités humaines qu'il lui avait enseignées, et dont Rahan devra faire preuve tout au long de son existence.
Désormais, seul survivant de son clan, Rahan erre à travers de nombreux territoires et se forge une solide expérience en matière de chasse et de survie. Par défi, le jeune homme s'empare d'une arme appartenant à un clan ennemi, un coutelas blanc en ivoire qui ne le quittera quasiment plus ; c'est d'ailleurs l'une des rares fois où Rahan dérogera à la morale. Avec pour toute arme son coutelas, il affronte souvent des bêtes sauvages (notamment des fauves) et ponctue ses victoires par un cri de triomphe (« Raaahaa ! »), les bras levés.
Résolvant bien des problèmes et des mystères, Rahan est toujours à l'écoute des hommes qu'il rencontre sur son chemin. Fin observateur de la nature, il transforme souvent ses observations en inventions, qu'il n'hésite pas à partager avec ses congénères. C'est ainsi qu'il invente de nombreux pièges, mais aussi l'aiguille et son chas, le principe du monte-charge ou encore l'hameçon, ceci n'étant que quelques exemples parmi bien d'autres. Il poursuit également sa quête consistant à trouver « la tanière du Soleil ».
Libre-penseur, Rahan, au fil de ses aventures, combat souvent des sorciers ou des chamans qui abusent de la crédulité de leurs disciples pour exercer sur eux leur influence et leur dictature. Mettant à mal leurs procédés, Rahan libère ses congénères de leurs superstitions et de leurs soumissions. Cette trame sert souvent de fil conducteur aux histoires du personnage.

## Apparence
Rahan est un Homo sapiens à la peau blanche et aux longs cheveux blonds. De taille moyenne, il possède une musculature maigre et élancée, et porte pour tout vêtement un pagne en peau qu'il s'est confectionné lui-même. 
Ses seules possessions sont un coutelas en ivoire (logé dans un fourreau en peau, maintenu à son pagne) et le collier de cinq griffes, symbole des valeurs que lui a transmis Crâo le sage.

## Univers
Les aventures de Rahan, tarzanide des temps primitifs, se situent dans une Préhistoire imaginaire, romanesque et grand public ; très librement basée sur la réalité et propice à divers fantasmes comme la confrontation entre le héros et des dinosaures.

## Publications

### Périodiques
- Pif Gadget no 1 ; 7 ; 12 ; 17 et régulièrement par histoires complètes de 20 planches en général.
- Vaillant no 1377 bis (Pif Gadget hors-série, 1971)
- Rahan no 1 à 27 (trimestriel ou bimestriel, 1972-1977)
- Rahan nouvelle collection no 1 à 36 (bimestriel, 1978-1984)
- Rahan l'intégrale no 1 à 42 (mensuel, 1984-1987, intégrale de 1969 à 1983)

### Albums
Éditions Hachette
1. Les Âges farouches (1973)

Éditions du Kangourou
1. Rahan et le démon des marais (1974)
2. Territoires interdits (1975)

Édition GP Rouge et Or
1. Le Coutelas perdu (1980)
2. Le Trésor de Rahan (1980)
3. Le Spectre de Taroa (1981)
4. La Mort de Rahan (1981)
5. Celles qui marchent debout (1981)

Éditions Messidor - La Farandole
1. Le Maître des fauves (1986)
2. Le Grand Amour de Rahan (1986)
3. La 3e Vie de Rahan (1987)

Éditions J’ai Lu BD
1. L’Homme sans cheveux (1989)
2. L’Enfance de Rahan (1990)

Éditions Novedi et DupuisLes Nouvelles Aventures de Rahan
1. Rahan contre « le temps » (1991)
2. La Mangeuse d’hommes (1992)
3. Rahan-le-tueur (1993)

Soleil Productions
- Tout Rahan T. 1 à 25 (couvertures grises, 1992-1997)
- Le Petit Rahan T. 1 à 4 (1994-1995)
- Rahan et le chasseur-loup (1996)
- Rahan et l’homme de Tautavel (1997)
- Les Inédits (1998)
- L’Intégrale Rahan T. 1 à 25 (couvertures noires, [1998-2011)
- Tout Rahan T. 26 à 28 (couvertures grises, édition limitée pour les collectionneurs de la 1re intégrale)
- Les Fantômes du Mont-Bleu (2015)
- collection « Frédérique » :
  1. Comme aurait fait Craô
  2. Les Longues Crinières
  3. Le Clan sauvage
  4. Les Chasseurs de foudre
  5. Les Hommes sans cheveux
  6. Le Maître des fauves

Éditions Lécureux
1. Le Mariage de Rahan (1999)
2. La Montagne fendue (2000)
3. Les Fils de Rahan (2002)
4. Les Bêtes folles (2003)
5. Le Secret de Solutré (2004)
6. La Liane magique (2005)
7. Le Combat de Pierrette (2006)
8. Le Trésor de Bélesta (2007)
9. La Horde des bannis (2008)
10. La Légende de la grotte de Niaux (2009)
11. L'Incroyable Romain la roche (2010)

Éditions Philippe Auzou
- Les aventures de Protéo

1. Le dragon du mont-tombe, scénario : Jean-Gérard Imbar dessin : André Chéret, couleurs : Chantal Chéret (1985)

### Intégrale
De janvier 2012 à mai 2013, les éditions Altaya publient une collection intitulée Rahan - La Collection chez les marchands de journaux mais aussi par souscriptions, avec des cadeaux offerts (figurines, affichettes, dessins promotionnels). 67 albums reliés avec couvertures cartonnées cirées, soit un total de 190 histoires, paraissent avec une périodicité d'un numéro chaque semaine. La collection est présentée avec une frise dessinée et peinte par André Cheret.
Les intrigues sont toutes présentées en couleurs dans l'ordre chronologique de la parution originale, de 1969 à 2010 (outre la première aventure qui date de 1974). On peut donc la considérer comme une « intégrale » des aventures de Rahan.

## Analyse
Dans la série, Rahan montre un scepticisme religieux radical, qui induit une méfiance dans son rapport aux figures artistiques utilisées par des méchants pour manipuler les crédules. Rahan démontre qu'il ne s'agit que de représentations.
Selon le critique BD Didier Pasamonik, « Rahan se veut une bande dessinée éducative diffusant les idées socialistes du grand frère communiste diffusé sur les marchés le dimanche, L’Humanité  : collectivisme, éminence du progrès, diabolisation du profit capitaliste et de l’impérialisme, respect des femmes et de la nature, combat contre l’obscurantisme, les superstitions… »

## Apparitions dans d'autres médias

### Télévision
- Rahan, fils des âges farouches (1986), série d'animation française d'après la bande dessinée.
- Rahan (2010), seconde série d'animation.

### Projet d'adaptation au cinéma
En 2003, un long-métrage français intitulé Rahan est annoncé, avec Christophe Gans à la réalisation et Jean-François Henry au scénario. L'acteur Mark Dacascos est pressenti pour incarner le fils des âges farouches dans cette super-production au budget de 40 millions d'euros.
Contrairement à la bande dessinée, le film se situerait dans une réalité historique, plus précisément pendant la glaciation de Würm (30 000 ans avant notre ère) où les hommes de Cro-Magnon passaient d'un continent à l'autre. Un langage préhistorique est même inventé pour les besoins du long-métrage par François Rastier, docteur en linguistique et directeur de recherche au CNRS. Le producteur Marc du Pontavice annonce « un film sauvage et organique, un film d’atmosphère, avec une esthétique proche du documentaire ». Le projet est finalement abandonné en 2006.
En octobre 2020, l'acteur-réalisateur humoriste français Michaël Youn annonce un nouveau projet d'adaptation via la société de production Monkey Pack Films. Il n'est pas précisé si le film sera fidèle au ton sérieux de la bande dessinée ou fera l'objet d'une adaptation sous forme de comédie .

### Expositions
- Du 9 février au 30 avril 2016, exposition à la Maison de la BD de Blois[11].
- Du 8 mars au 5 novembre 2017, exposition « Rahan, la préhistoire revisitée » à l'Arkéos Musée Parc Archéologique de Douai[12].
- Du 22 décembre 2017 au 27 janvier 2018, exposition à la galerie Huberty & Breyne de Paris[13].

## Parc Rahan
En juin 2004, un parc d'aventure « Rahan » est inauguré à Saint-Léon-sur-Vézère (Dordogne). Il ferme ses portes un an plus tard.

## Procès
En 1972, les éditions Vaillant confient le dessin de Rahan à Guido Zamperoni sans l'accord d'André Chéret et sans même l'avoir prévenu. L'éditeur souhaite ainsi répondre à la demande engendrée par le succès croissant du personnage dans Pif Gadget. Mis devant le fait accompli, Chéret, jugeant que le style de son collègue italien ne convient pas à Rahan, préfère être assisté par trois autres dessinateurs au sein d'un studio. Malheureusement, le temps qu'il consacre à leur formation est au détriment de celui qu'il passe à dessiner et cette solution est abandonnée au bout d'un an. Chéret travaille pendant un temps en tandem avec le dessinateur espagnol Romero et trouve cette collaboration satisfaisante.
Quand une avance sur ses droits d'auteur lui est refusée au motif qu'il n'est pas auteur mais seulement un « exécutant », André Chéret intente plusieurs procès pour faire reconnaître sa qualité de coauteur, pour le paiement de droits d'auteur relatifs à une réédition, pour le préjudice moral causé par des couvertures dénaturant ses dessins et pour plagiat à l'encontre de Romero. Il obtient gain de cause dans les quatre cas et trouve un accord avec Vaillant afin de poursuivre les aventures de Rahan.

## Dans la culture populaire
- Le groupe de rock Les Wampas s'est inspiré pour son nom de celui donné aux wampas, les chauves-souris dans la série Rahan[16].
- Il en est de même pour le groupe musical Ceux qui marchent debout, qui s'appelait précédemment Les Fils de Craô, mais qui dut changer de nom en raison d'une homonymie avec un autre groupe.[réf. souhaitée]
- Le nom de « CraoWiki » (Coopération en réseau assistée par ordinateur wiki) a été choisi par ses créateurs Christophe Ducamp et Arnaud Fontaine en référence à Rahan.[réf. souhaitée]
- Rahan a fait l'objet d'une étude du psychologue Pascal Hachet, qui a tressé des liens entre quelques aspects de la personnalité et du comportement du fils de Craô — son intelligence exacerbée, sa quête de la tanière du Soleil, sa phobie des morts, son errance de clan en clan et sa difficulté à nouer des relations affectives stables — et l'existence de secrets douloureux qui entourent sa filiation, révélés (imaginés) tardivement par Lécureux. Cette investigation a donné lieu à un livre original, bien accueilli par les fans de cette BD : Rahan chez le psychanalyste, paru chez L’Harmattan en 2014[17].
- Dans la série d'animation Silex and the City, le petit ami de Web s'appelle Rahan (et ressemble beaucoup au personnage) tandis que le père de ce dernier se nomme Craô de la Pétaudière.[réf. souhaitée]
- C'est le surnom du violoncelliste et guitariste du groupe de ska français Le Pélican Frisé Hugues Vincent.